# Vánoční country písničky 2
Vánoční country písničky 2 je studiové album Jakuba Smolíka a Šárky Tomanové které vyšlo v roce 1993 jako MC a CD.

## Seznam skladeb
1. "Ave Maria" (Jiří Zmožek / Marcel Zmožek) -
2. "Na vánoce ráno" (Traditional / Jan Vyčítal) -
3. "První sníh" (Jiří Zmožek / Vladimír Poštulka) -
4. "Nad vodou svítá" (Traditional / M.Třebický)
5. "Tichá noc" (Franz Xaver Gruber / J.Fikejsová) -
6. "Rákosí" (Traditional / Petra Černocká) -
7. "Báječná ženská" (Willie Nelson, Waylon Jennings / č.t.Zdeněk Rytíř) -
8. "Sedmikráska" (Jiří Zmožek / M.Kořínek) -
9. "Marion" (Jiří Zmožek / Vladimír Čort) -
10. "Když se láska vrací k nám" (Jiří Zmožek / Marcel Zmožek) -